# Zofia Kołakowska
Zofia Kołakowska, po mężu Siennicka (ur. 20 września 1948 w Warszawie) – polska lekkoatletka, specjalizująca się w biegach na średnich dystansach, wicemistrzyni świata w biegu przełajowym (1970), srebrna medalistka Europejskich Igrzysk Halowych (1969) w sztafecie 1+2+3+4 okrążenia, brązowa medalistka halowych mistrzostw Europy (1970) w biegu na 800 metrów. Wielokrotna mistrzyni i reprezentantka Polski.

## Kariera sportowa
Była zawodniczką Spójni Warszawa.
Jej największymi sukcesami na arenie międzynarodowej były wicemistrzostwo świata w biegu przełajowym w 1970 (zawody organizowane przez International Cross Country Union), brązowy medal drużynowo na mistrzostwach świata w przełajach w 1975 (w zespole razem z Bronisławą Ludwichowską, Renatą Petlinowską, Celiną Magalą, Danutą Siemieniuk i Urszulą Prasek, indywidualnie zajęła 24. miejsce),  srebrny medal Europejskich Igrzysk Halowych w 1969 w sztafecie 1+2+3+4 okrążenia, z czasem 4:52,3 (z Ireną Szewińską, Zdzisławą Robaszewską i Elżbietą Katolik) oraz brązowy medal halowych mistrzostw Europy w 1970 w biegu na 800 m, z czasem 2:07,6. Na Europejskich Igrzyskach Halowych w 1969 zajęła także 5 m. w biegu na 800 m, z wynikiem 2:10,8.
Ponadto reprezentowała Polskę na mistrzostwach Europy w 1969, odpadając jednak w biegach eliminacyjnych na 800 m i 1500 m, w półfinale i finale Pucharu Europy w 1970 w biegu na 1500 m (w półfinale 3 miejsce z wynikiem 4:29,6, w finale ostatnie 6. miejsce z czasem 4:22,0) oraz na mistrzostwach świata w biegach przełajowych w 1976 (37 miejsce, 5 miejsce drużynowo).
Na mistrzostwach Polski seniorów zdobyła 17 medali, w tym 9 złotych: w biegu na 800 m - złote medale w 1968 i 1969, srebrne medale w 1970 i 1972; w biegu na 1500 m - złote medale w 1968, 1969 i 1972, brązowe medale w 1970, 1971 i 1973; w sztafecie 4 x 100 m - złote medale w 1969 i 1970, brązowy medal w 1975; w biegach przełajowych - złote medale w 1969 i 1970, srebrne medale w 1968 i 1974. w 1973 zdobyła brązowy medal halowych mistrzostw Polski w biegu na 1500 m.
Była ośmiokrotną rekordzistą Polski w biegu na 1500 m. Pierwszy raz rekord ten poprawiła 12 września 1968, uzyskując wynik 4:34,4, następnie poprawiała go jeszcze sześć razy z rzędu, doprowadzając go do wyniku 4:21,3 (1 lipca 1970), a następnie 28 sierpnia 1971 jako pierwsza Polska zeszła poniżej 4 minut i 20 sekund, uzyskując rezultat 4:18,6. Ten ostatni rezultat jest także jej rekordem życiowym. Jej rekord życiowy na 800 m wynosi natomiast 2:05,8 i został ustanowiony 18 sierpnia 1972.
Była także rekordzistką Polski w sztafecie 3 x 800 metrów w barwach Spójni Warszawa, z wynikiem 6:52,5 (24.09.1967) i następnie 6:40,8 (17.10.1968). Ze Spójnią trzykrotnie poprawiała klubowy rekord Polski w sztafecie 4 x 400 metrów: 3:49,0 (16.08.1969), 3:48,8 (3.06.1970) i 3:45,0 (8.08.1970).
Jej mężem był lekkoatleta i trener Andrzej Siennicki